# Бутирки (Комишловський район)
Бути́рки (рос. Бутырки) — присілок у складі Комишловського району Свердловської області. Входить до складу Галкинського сільського поселення.
Населення — 210 осіб (2010, 236 у 2002).
Національний склад станом на 2002 рік: росіяни — 97 %.